# Малый Николопесковский переулок
Ма́лый Николопеско́вский переу́лок — арбатский переулок в центре Москвы от Арбата в сторону Нового Арбата.

## Происхождение названия
Назван по церкви Николая Чудотворца «на Песках», стоявшей рядом, на углу Большого Николопесковского и Среднего (или Второго Малого Николопесковского) переулков с XV века (разрушена в 1932 году). В 1960—1993 годах — улица Федотовой в память о выдающейся русской актрисе Г. Н. Федотовой.

## Описание
Малый Николопесковский переулок начинается от Арбата между домами 22/2 и 24, проходит на север параллельно Большому, слева к нему примыкает Средний Николопесковский. Заканчивается проходом между домами 15 и 17 на Новый Арбат.

## Здания и сооружения
По нечётной стороне:
- № 3 — учебный центр «Аккорд».
- № 5  7735520000 — городская усадьба Н. П. Михайловой — В. Э. Тальгрен, начало XIX в., перестроена в 1902 году архитектором П. А. Заруцким). Архитектор полностью перелицевал фасад одноэтажного особняка в стиле модерн и пристроил угловую башню. Службы во владении построены в 1897 году по проекту К. К. Гиппиуса[2].  памятник архитектуры (региональный)
- № 9 — дом постройки 1909 года. Ранее на этом месте находился дом, в котором в 1872—1874 годах жила выдающаяся актриса Малого театра Г. Н. Федотова (1846—1925), в честь которой переулок назывался улица Федотовой в 1960—1993 годах.
- № 9/1 — ДЕЗ диспетчерская района Арбат;
- № 11 — доходный дом (1913, архитектор А. Н. Кардо-Сысоев). В доме жил экономист Леонид Юровский[3].
- № 13 — жилой дом. Здесь жил биохимик А. Е. Браунштейн[4].

По чётной стороне:
- № 6 — доходный дом (1911—1914, архитектор А. Д. Чичагов). В доме жил психолог В. М. Экземплярский[5].
- № 8 — доходный дом (XIX в.; перестроен в 1901 году по проекту архитектора П. М. Самарина; в 1910 году — по проекту Н. А. Тютюнова), сейчас — Институт красоты, косметологическая лечебница.

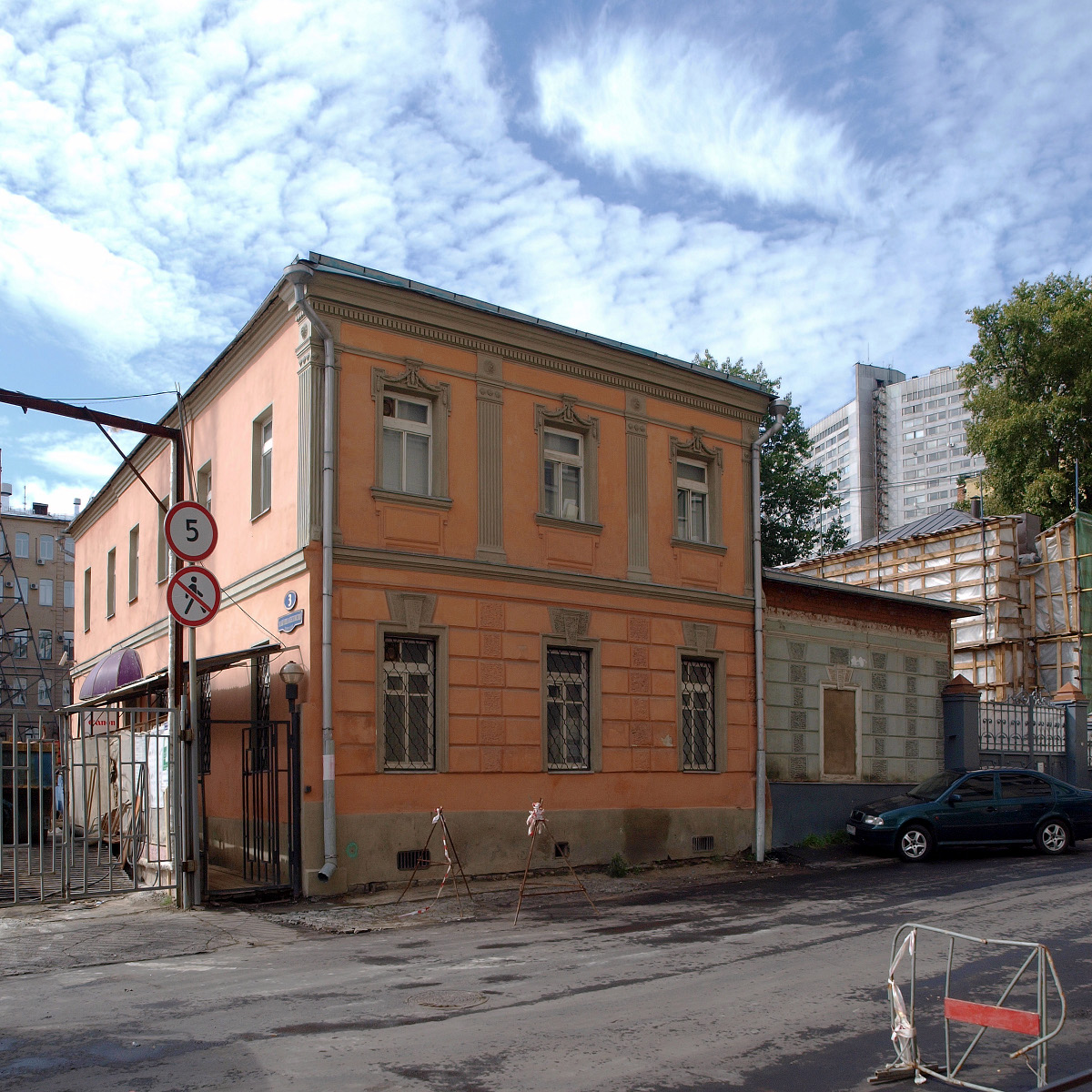
Дом № 3
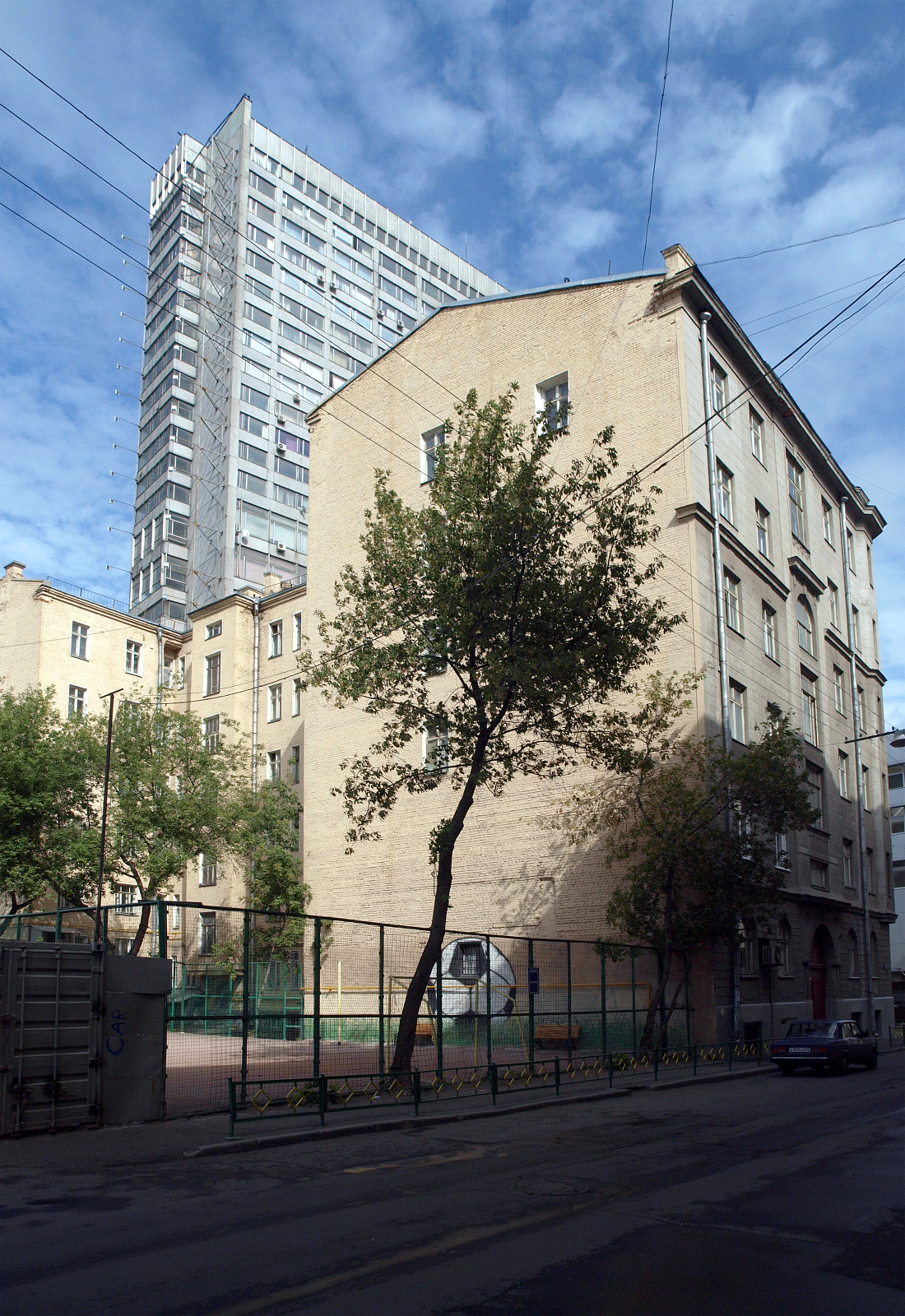
Доходный дом, 1913 г.
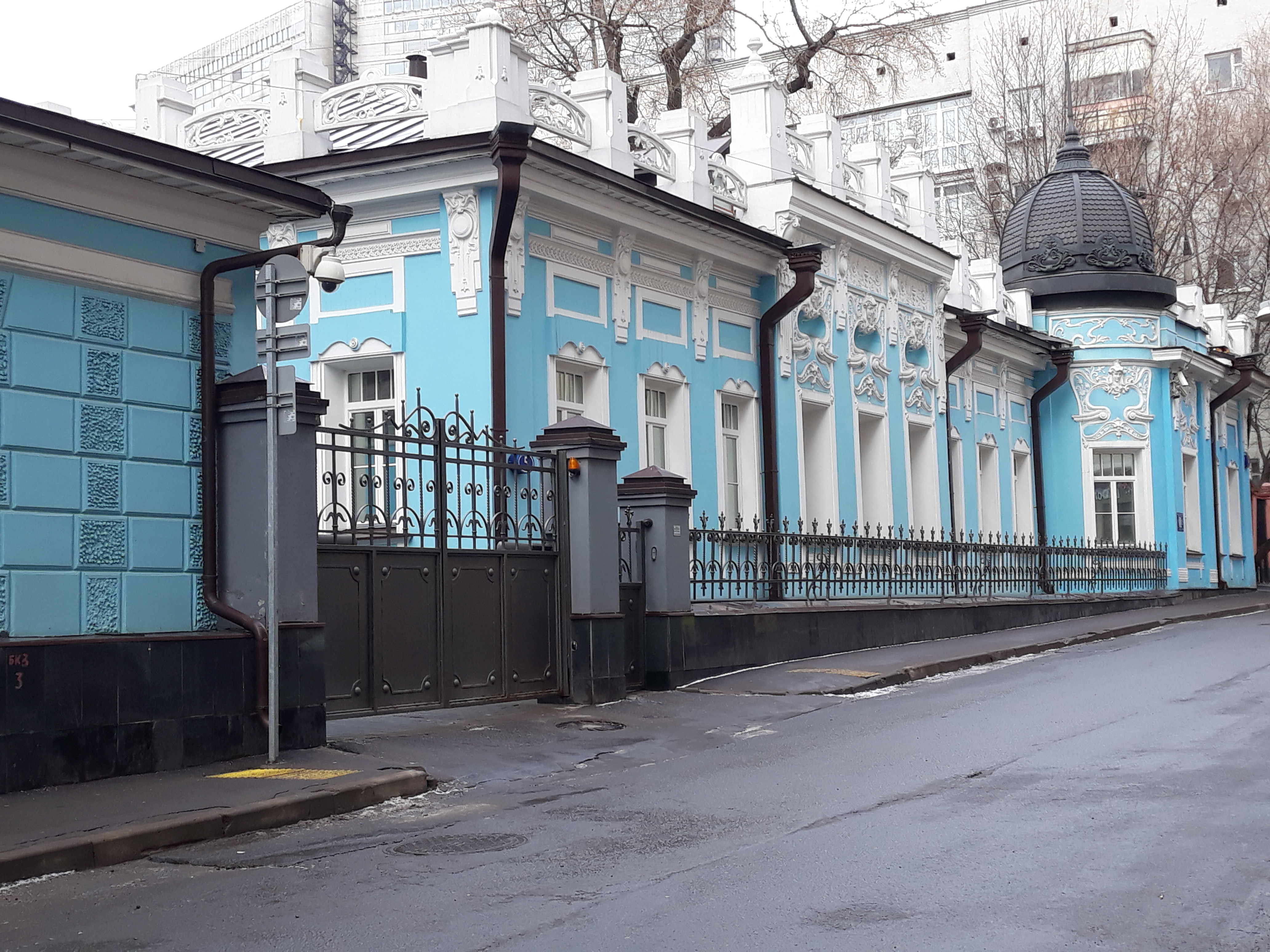
Усадьба Н. П. Михайловой — В. Э. Тальгрен

## См.также
- Большой Николопесковский переулок
- Средний Николопесковский переулок